# Thịnh vượng chung
Thịnh vượng chung (tiếng Anh: Commonwealth) là một thuật từ truyền thống trong tiếng Anh để chỉ một cộng đồng chính trị được thành lập vì sự tốt đẹp chung cho mọi người. Theo dòng lịch sử, thuật từ này đôi khi đồng nghĩa với "chủ nghĩa cộng hòa". Như thế thuật từ này có thể hiểu là đồng nghĩa với từ "Cộng hòa" trong tên gọi của một quốc gia cộng hòa hay dân chủ.
Gần đây hơn, nó đã và đang được sử dụng để chỉ mối liên kết hữu nghị với nhau của một số quốc gia có chủ quyền. Nổi bật nhất là Khối thịnh vượng chung, một hiệp hội gồm chủ yếu các nước cựu thành viên của Đế quốc Anh. Một thí dụ khác là Khối thịnh vượng chung các quốc gia độc lập, một liên minh hay liên hiệp gồm 10 trong số 15 cựu quốc gia thành viên của Liên Xô.

## Từ nguyên
Danh từ tiếng Anh commonwealth với ý nghĩa là "phúc lợi toàn dân; lợi ích hay điều tốt đẹp chung" có nguồn gốc từ thế kỷ 15. Các chữ gốc là "the common-wealth" hay "the common weal" xuất phát từ nghĩa xa xưa của chữ "wealth" có nghĩa là "phúc lợi" và chữ common được dịch nghĩa một cách lỏng lẻo từ tiếng Latin là "res publica" (cộng hòa). Các chữ gốc này có thể được hiểu là "phúc lợi chung". Trong thế kỷ 17, định nghĩa về thuật từ "commonwealth" đã được mở rộng hơn là nghĩa gốc của nó và có nghĩa là "phúc lợi công chúng" để diễn tả rằng "một quốc gia mà trong đó quyền lực tối thượng là từ nhân dân; một quốc gia cộng hòa hay dân chủ

## Sử dụng trong lịch sử

### Iceland
Thịnh vượng chung Iceland hay Quốc gia Tự do Iceland (tiếng Iceland: Þjóðveldið) từng là một quốc gia tồn tại tại Iceland từ năm năm 930 đến năm 1262. Ban đầu nó được công chúng thành lập gồm phần lớn là các di dân đến từ Na Uy. Các di dân này đã bỏ trốn khỏi quốc gia này sau khi vua Harald Fairhair thống nhất Na Uy.

### Thịnh vượng chung Ba Lan và Litvia
Cộng hòa vẫn là một cách dịch thay thế cho tên gọi truyền thống của Liên bang Ba Lan và Lietuva. Wincenty Kadłubek (Vincent Kadlubo, 1160–1223) sử dụng thuật từ "thịnh vượng chung" lần đầu tiên để dịch từ gốc Latin res publica theo văn mạch tiếng Ba Lan trong cuốn sách của ông có tựa đề "Biên niên sử về vua và hoàng tử Ba Lan". Cái tên này được sử dụng chính thức cho quốc gia liên bang được Ba Lan và Litva thành lập từ năm 1569 đến 1795.

### Anh
Thịnh vượng chung Anh là tên chính thức của đơn vị chính trị (cai trị bằng quân luật de facto với danh nghĩa quyền tối thượng nghị viện) thay thế Vương quốc Anh (sau nội chiến Anh) từ 1649–53 và 1659–60 dưới sự cai trị của Oliver Cromwell và con trai ông là người thừa kế Richard. Từ 1653 đến 1659, mặc dù vẫn được biết một cách hợp pháp là một Thịnh vượng chung, quốc gia cộng hòa, thống nhất với cựu Vương quốc Scotland nhưng hoạt động dưới các cơ quan khác nhau và được các sử gia biết đến là "Bảo hộ". Thịnh vượng chung Anh lập ra nền cộng hòa đầu tiên trong thế giới nói tiếng Anh. Trong ngữ cảnh tiếng Anh, đôi khi nó được gọi là "Cựu Thịnh vượng chung."

## Quốc gia

### Úc
Thuật từ này cũng được sử dụng đến khi 6 thuộc địa Úc liên bang hóa để thành lập Thịnh vượng chung Úc năm 1901. Đạo luật Hiến pháp Thịnh vượng chung Úc lập nên một hệ thống liên bang mà trong đó quyền lực được phân chia giữa chính phủ liên bang hay chính phủ quốc gia và các chính quyền tiểu bang. Hiến pháp quy định rằng, Úc là quốc gia quân chủ lập hiến mà theo đó nguyên thủ quốc gia là nhà vua hay nữ hoàng Anh với đại diện vương quyền ở cấp liên bang là toàn quyền, và ở cấp tiểu bang là thống đốc. Nghị viện Úc là sự mô phỏng từ cả hệ thống Mỹ và Anh để hình thành nên một hệ thống nghị viện độc đáo chỉ có ở Úc. Phần lớn nghị viện Úc dựa theo hệ thống Westminster của Anh, sử dụng nhiều cách thức và tiền lệ pháp của hệ thống Anh nhưng có cơ cấu hạ viện và thượng viện của Quốc hội Hoa Kỳ. Trong ngữ cảnh Úc, thuật từ "Thịnh vượng chung" như thế ám chỉ đến chính phủ liên bang Úc và "Thịnh vượng chung Úc" là tên chính thức của quốc gia.

### Dominica
Cộng hòa nhỏ bé ở vùng Caribe là Dominica đã sử dụng tên chính thức của mình là Thịnh vương chung Dominica từ năm 1970.

### Bahamas
Bahamas sử dụng tên chính thức là Thịnh vương chung Bahamas.

## Hoa Kỳ

### Tiểu bang Hoa Kỳ
Bốn tiểu bang tại Hoa Kỳ chính thức đặt tên cho mình là "thịnh vượng chung". Tất cả bốn tiểu bang đều là các thuộc địa ban đầu (Kentucky có nguồn gốc là một thành phần đất thái ấp thuộc Thuộc địa Virginia) và cùng có một ảnh hưởng mạnh về thông luật thuộc địa trong một số luật lệ và cơ quan chính quyền của mình. Bốn tiểu bang đó là:
- Kentucky được đặt là thịnh vượng chung chiếu theo Hiến pháp Kentucky và được biết trong văn bản hiến pháp là "Thịnh vượng chung Kentucky."[3]
- Massachusetts là một thịnh vương chung,[4] tự tuyên bố như thế trong hiến pháp của mình. Lời tự tuyên bố trong hiến pháp viết rằng "Bộ phận chính trị được thành lập bởi một liên hiệp tự nguyện của các cá nhân: đây là một hợp đồng xã hội mà qua đó toàn thể nhân dân thỏa thuận với mỗi công dân, và mỗi công dân với toàn thể nhân dân, rằng tất cả mọi người sẽ được cai trị bởi một số luật lệ nào đó vì sự tốt đẹp chung."[5]
- Pennsylvania sử dụng "Thịnh vượng chung Pennsylvania" trong hiến pháp và trong danh xưng chính thức của tiểu bang.[6]
- Virginia đã được biết đến với danh xưng "Thịnh vượng chung Virginia" từ trước khi gia nhập Hoa Kỳ, và dùng thuật từ thịnh vượng chung để chỉ mình trong hiến pháp của mình.[7]

### Vùng quốc hải Hoa Kỳ
"Thịnh vượng chung" cũng được dùng tại Hoa Kỳ để diễn tả quan hệ chính trị giữa Hoa Kỳ và các lãnh thổ chưa hợp nhất của Hoa Kỳ ở hải ngoại:
- Thịnh vượng chung Philippines — được thành lập năm 1934, trở thành quốc gia độc lập năm 1946, theo đó thuật từ "Thịnh vượng chung" bị thay thế bởi "Cộng hòa".
- Thịnh vượng chung Puerto Rico — trở thành một thịnh vượng chung[8] năm 1952.
- Thịnh vượng chung Quần đảo Bắc Mariana — trở thành một thịnh vượng chung năm 1978.

## Vương quốc Anh

### Đạo luật Thịnh vượng chung Anh
Nghị sĩ đảng Lao động Tony Benn là người bảo trợ cho một Đạo luật Thịnh vượng chung Anh trong một số lần giữa năm 1991 và 2001 với ý định là bãi bỏ chế độ quân chủ và thiết lập một quốc gia cộng hòa Anh. Tuy nhiên đạo luật này chưa bao giờ được đọc trước quốc hội lần thứ hai.

## Quốc tế

### Khối thịnh vượng chung
Khối thịnh vượng chung — trước kia là Thịnh vượng chung thuộc Anh — là một hiệp hội tự nguyện gồm 53 quốc gia độc lập có chủ quyền mà đa số từng là một thành phần của Đế quốc Anh. Các thành viên của khối gồm có các quốc gia cộng hòa và quân chủ. Người đứng đầu khối là Nữ hoàng Elizabeth II, là đại diện cho vương quyền trực tiếp tại 16 quốc gia thành viên được biết với tên gọi là Vương quốc Khối thịnh vượng chung.

### Khối thịnh vượng chung các quốc gia độc lập
Khối thịnh vượng chung các quốc gia độc lập (Commonwealth of Independent States hay viết tắt là CIS), được dịch thành cộng đồng các quốc gia độc lập trong tiếng Việt, là một liên minh hay liên hiệp gồm 10 trong số 15 cựu quốc gia thành viên của Liên Xô, trừ Turkmenistan, Litva, Latvia, Estonia và Gruzia. Gruzia bỏ khối thịnh vượng này vào tháng 8 năm 2008 sau một vụ đụng độ quân sự với Nga về vấn đề Nam Ossetia. Sự ra đời của nó báo hiệu sự cáo chung của Liên Xô. Mục tiêu của khối này là "cho phép sự ly dị văn minh" giữa Các nước cộng hòa của Liên bang Xô viết. CIS đã và đang phát triển như một diễn đàn mà qua đó các quốc gia thành viên có thể hợp tác với nhau trong lĩnh vực kinh tế, quốc phòng và ngoại giao.